# Astrid Lindgrens bibliografi
Denna artikel gäller Astrid Lindgrens bibliografi.

## Barn- och ungdomsböcker samt novellsamlingar
- Britt-Mari lättar sitt hjärta, 1944
- Kerstin och jag, 1945
- Pippi Långstrump:
  - Pippi Långstrump, 1945
  - Pippi Långstrump går ombord, 1946
  - Pippi Långstrump i Söderhavet, 1948
  - Ur-Pippi
- Kalle Blomkvist:
  - Mästerdetektiven Blomkvist, 1946
  - Mästerdetektiven Blomkvist lever farligt, 1951
  - Kalle Blomkvist och Rasmus, 1953
- Barnen i Bullerbyn:
  - Alla vi barn i Bullerbyn, 1947
  - Mera om oss barn i Bullerbyn, 1949
  - Bara roligt i Bullerbyn, 1952
- Kati:
  - Kati i Amerika, 1950
  - Kati på Kaptensgatan, 1952
  - Kati i Paris, 1954
- Mio, min Mio, 1954
- Karlsson på taket:
  - Lillebror och Karlsson på taket, 1955
  - Karlsson på taket flyger igen, 1962
  - Karlsson på taket smyger igen, 1968
- Rasmus på luffen, 1956
- Rasmus, Pontus och Toker, 1957
- Lotta på Bråkmakargatan:
  - Barnen på Bråkmakargatan, 1958
  - Lotta på Bråkmakargatan, 1961
- Madicken:
  - Madicken, 1960
  - Madicken och Junibackens Pims, 1976
  - När Lisabet pillade in en ärta i näsan, 1991
  - Jullov är ett bra påhitt, sa Madicken, 1993
- Emil i Lönneberga:
  - Emil i Lönneberga, 1963
  - Nya hyss av Emil i Lönneberga, 1966
  - Än lever Emil i Lönneberga, 1970
- Vi på Saltkråkan, 1964
- Bröderna Lejonhjärta, 1973
- Samuel August från Sevedstorp och Hanna i Hult, 1975
- Ronja rövardotter, 1981

## Bilderböcker
- Barnen i Bullerbyn:
  - Jul i Bullerbyn, 1962
  - Vår i Bullerbyn, 1965
  - Barnens dag i Bullerbyn, 1966
- Emil i Lönneberga:
  - Den där Emil, 1972
  - När Emil skulle dra ut Linas tand, 1976
  - När lilla Ida skulle göra hyss, 1984
  - Emils hyss nr 325, 1985
  - Inget knussel, sa Emil i Lönneberga, 1986
  - Emil med paltsmeten, 1995
  - Emil och soppskålen, 1996
- Pippi Långstrump:
  - Känner du Pippi Långstrump?, 1947
  - Pippi flyttar in, 1969
  - Pippi ordnar allt, 1969
  - Pippi är starkast i världen, 1969
  - Pippi håller kalas, 1970
  - Pippi går till sjöss, 1971
  - Pippi vill inte bli stor, 1971
  - Pippi Långstrump har julgransplundring, 1979
  - Pippi i Humlegården, 2000
  - Pippi Långstrump firar jul, 2002
  - Pippi Långstrump på Kurrekurreduttön, 2004
  - Pippi hittar en spunk, 2008
- Madicken:
  - Titta, Madicken, det snöar!, 1983
- Lotta på Bråkmakargatan:
  - Visst kan Lotta cykla, 1971
  - Visst kan Lotta nästan allting, 1977
  - Visst är Lotta en glad unge, 1990
  - Lottas komihågbok, 1993
- Peter och Lena
  - Jag vill också ha ett syskon, 1971
  - Jag vill också gå i skolan, 1971
- Tomten:
  - Tomten, 1960
  - Räven och Tomten, 1966
  - Tomte är vaken, 2012
- Ronja Rövardotter
  - Ronja Rövardotter - Åskvädersbarn, 2016
  - Ronja Rövardotter - Vildvittrorna, 2016
  - Ronja Rövardotter - Björngrottan, 2017
  - Ronja Rövardotter - Glupafallet, 2017
- Vi på Saltkråkan
  - Ett litet djur åt Pelle, 2019
  - Far ända in i baljan, 2020
  - Pelle hittar en önskesten , 2021
- Jag vill inte gå och lägga mig!, 1947
- Nils Karlsson-Pyssling flyttar in, 1956
- Kajsa Kavat hjälper mormor, 1958
- Sunnanäng, 1959
- Jul i stallet, 1961
- Allrakäraste syster, 1973
- Spelar min lind, sjunger min näktergal, 1984
- Draken med de röda ögonen, 1985
- Skinn Skerping – Hemskast av alla spöken i Småland, 1986
- Ingen rövare finns i skogen, 1987
- Assar Bubbla eller Det var nära ögat att det inte blev någon bok om Pippi Långstrump, 1987
- När Adam Engelbrekt blev tvärarg, 1991
- I Skymningslandet, 1994
- Mirabell, 2002
- Peter och Petra, 2007
- Junker Nils av Eka, 2007
- Sagoresan: från Junibacken till Nangilima, 2015
- Alla ska sova, 2019
- En jul i Småland för länge sen, 2021

### Noveller
- Bäckhultarn far till stan, 1951
- Märit, 2015
- Tu tu tu!, 2015
- Prinsessan som inte ville leka, 2015
- Luise Justine Mejer : en kärlekshistoria från 1700-talets Tyskland, 2015

## Fotoberättelser
- Anna Riwkin-Brick bok:
  - Eva möter Noriko-san, 1956
  - Sia bor på Kilimandjaro, 1958
  - Mina svenska kusiner, 1959
  - Lilibet, cirkusbarn, 1960
  - Marko bor i Jugoslavien, 1962
  - Jackie bor i Holland, 1963
  - Randi bor i Norge, 1965
  - Noy bor i Thailand, 1966
  - Matti bor i Finland, 1968
- Skrållan och Sjörövarna, 1967
- Pippi Långstrump:
  - På rymmen med Pippi Långstrump, 1971

## Samlingsvolymer
- Nils Karlsson-Pyssling, 1949 (Nils Karlsson-Pyssling, Mirabell, I skymningslandet, Allrakäraste syster, Lustig-Gök, En natt i maj, Ingen rövare finns i skogen, Prinsessan som inte ville leka, Peter och Petra)
- Kajsa Kavat, 1950 (Kajsa Kavat hjälper mormor, Småländsk tjurfäktare, Gull-Pian, Lite om Sammelagust, Nånting levande åt Lame-Kal, Under körsbärsträdet, Hoppa högst, Stora syster och lille bror, Pelle flyttar till Komfusenbo, Märit, Godnatt, herr luffare!)
- Sunnanäng, 1959 (Sunnanäng, Tu tu tu!, Spelar min lind, sjunger min näktergal, Junker Nils av Eka)
- Jultomtens underbara bildradio och andra berättelser, 1933-1947, 2013 (Jultomtens underbara bildradio, Johans äventyr på julafton, Filiokus, Pumpernickel och hans bröder, Den stora råttbalen, Julafton i Lilltorpet, Olle och Svipp, Mors-Dagsgåvan, Också en morsdagsgåva, Vännevän och harungen, Jorma och Lisbet, Sakletare, Måns börjar skolan, Två små bröder, De första försöken: efterord)
- Före grupp 8 – mycket före. Kåserier och noveller för vuxna, Astrid Lindgren-sällskapet 2014 (Maja får en fästman, Anders, Filiokus, Fyra kåserier av ”Bibban”, Om Epiktetos och vårhatten, Om platser, Om övertid, Om Bertil och fosterlandet, ”Goddag tant Fia ...”, Kampen om Fredrik, Dialog på Bröllopsdagen, Mitt fiasko som fru, Brevet. Novell, Fröken Palmkvist får semester, Johansson blir vetlös, Mammas lilla Nickon, Fröken Nettel vill inte skriva böcker, Möte med fru Blomkvist)

## Självbiografier
- Mina påhitt, 1971
- Samuel August från Sevedstorp och Hanna i Hult, 1973
- Mitt Småland (av Margareta Strömstedt), 1987
- Min ko vill ha roligt (av Kristina Forslund), 1990
- Fyra syskon berättar, Boa i Näs, 1992
- En jul i Småland för länge sen, 1993
- Astrids klokbok, 1996
- Krumelurpiller, 2007
- Liv kan vara så olika. Två människoöden 1985
- Det gränslösaste äventyret, 2007
- Ingen liten lort, 2007
- Mitt barndomshem Näs: Astrid Lindgren berättar, 2007
- Dina brev lägger jag under madrassen (av Sara Schwardt), 2012
- Livets mening och andra texter, Astrid Lindgren-sällskapet 2012
- Krigsdagböcker 1939-1945, 2015
- Vet du vad?, 2015
- Luise Justine Mejer – en kärlekshistoria från 1700-talets Tyskland, 2015
- Jag har också levat! (av Louise Hartung), 2016
- Bilder ur mitt liv, Astrid Lindgren-sällskapet 2017
- Aldrig våld!, 2018

## Övriga böcker
- 25 bilturer i Sverige, 5 automobilturer i Sverige, 1939, Motormännens Riksförbund
- Pomperipossa i Monismanien, 1975
- Sötast i världen (av Anna Riwkin-Brick), 1960
- Mammas lilla Nickon i: Elsa Olenius (1955): Rosen från bilen: noveller för ungdom
- Jag drömmer om fred, 1994
- Liv kan vara så olika. Två människoöden

## Pjäser
- Huvudsaken är att man är frisk, Lindfors: 1945
- Pippi Långstrumps liv och leverne: Teaterpjäs för barn (Rabén & Sjögren: 1946)
- Mästerdetektiven Blomkvist: Teaterpjäs för barn (Rabén & Sjögren: 1948)
- Sex Pjäser for barn och ungdom (Pippi Långstrumps liv och leverne, Mästerdetektiven Blomkvist, Huvudsaken är att man är frisk, En fästmö till låns, Jag vill inte vara präktig, Snövit), 1950
- Spela teater : Pjäser och anvisningar för skolor (Rabén & Sjögren: 1950, innehåller Storasyster och lillebror, Mästerdetektiven Blomkvist)
- Serverat, Ers Majestät! (Rabén & Sjögren: 1955, Elsa Olenius: Serverat, Ers Majestät!, Mästerdetektiven Kalle Blomkvist: För kasperteater två korta akter, Pippi Långstrump)
- Spelet kan börja: pjäser för barn (Rabén & Sjögren: 1957, Elsa Olenius: Ingen rövare finns i skogen, Kalle Blomkvist, Nisse Nöjd och Vicke på Vind)
- Pjäser för barn och ungdom - första samlingen (Rabén & Sjögren: 1959: Pippi Långstrumps liv och leverne, Mästerdetektiven Blomkvist, Huvudsaken är att man är frisk, En fästmö till låns, Jag vill inte vara präktig)
- Pjäser för barn och ungdom - andra samlingen (Ingen rövare finns i skogen; Jul hos Pippi Långstrump; Serverat, ers majestät; Rasmus, Pontus och Toker; Rasmus på luffen; Kalle Blomkvist, Nisse Nöjd och Vicke på vind, 1968)
- Karlsson på taket: hemskt drama i två akter (Riksteatern: 1969)
- Teaterantologi Del 1 - Kom så spelar vi teater! (LiberLäromedel/Hermod: Karlsson på taket)
- Teaterantologi Del 2 - Pjäser för skola och scen (LiberLäromedel/Hermod: Mio, min Mio)
- Barnteater i en akt (LiberFörlag: 1984: Som dom gör i Amerika)
- Snövit (Astrid Lindgren-sällskapet: 2018)

## Tidning
- Anne på Grönkulla och Mannen med stålnävarna, Bokvännen 1955:11
- Att skriver för barn, 1953, Svenska Dagbladet, 1953
- På luffen, Vimmerby Tidning 1925
- Jultomtens underbara bildradio, anonymt i Stockholms Tidningen
- Johans äventyr på julafton, Landsbygdens Jul
- En fortsättning på Bröderna Lejonhjärta, Expressen 1974
- De kommer med julen, IDUN 1948:50
- Det borde vara som i Körsbärsdalen...
- Det granslösaste äventyret, Rädda Barnens Tidning Nr. 5 1962
- Dialog på bröllopsdagen, Damernas Värld Nr 39, 3 1948
- Då hade jag velat vara med, Hörde ni, April 1953:4

## Manus för radiopjäser och filmer
- Pelles och Pippis Karusell, radiopjäser, Hörde Ni, 6, 1952
- När man är kär. Astrid Lindgren-sällskapet (Per-Martin Hamberg), Astrid Lindgren-sällskapet 2012

## Övriga verk
- Vore jag Gud (eller Om jag vore gud, 1975 dikten)

## Biografier
- Astrid Lindgren – En levnadsteckning, Margareta Strömstedt 1977
- Astrid från Vimmerby, 1998
- Astrid från Vimmerby, Jacob Forsell, Johan Erséus, Astrid Lindgren, Margareta Strömstedt 2007
- Från snickerboa till Villa Villekulla, Petter Karlsson, Johan Erséus 2004
- Denna dagen, ett liv, Jens Andersen 2014
- Astrids äventyr, Christina Björk 2014
- Astrid Lindgren, Agnes-Margrethe Bjorvand 2015
- Läs om Astrid Lindgren, Kerstin Ljunggren 1992
- Astrid Lindgren: Vildtoring och lägereld, Vivi Edström 1992
- Astrid Lindgren och sagans makt, Vivi Edström 1997
- Från Astrid till Lindgren, Vladimir Oravsky & Kurt Peter Larsen 2006
- Hela världens Astrid Lindgren, Margareta Strömstedt & Jacob Forsell 2007

## Översättning och bearbetning av Astrid Lindgren
- Adams, Richard: Tigerresan, Rabén & Sjögren
- Getz, Susanna: Tio små nallebjörnar, Rabén & Sjögren, översatt av Anna Ericsson (pseudonym för Astrid Lindgren).

- Rey, H. A.: Min unge, var är du?, Rabén & Sjögren, översättning Anna Ericsson (pseudonym för Astrid Lindgren)
- Rey, H. A.: Kom, nu ska djuren matas!, Rabén & Sjögren, översättning Anna Ericsson (pseudonym för Astrid Lindgren)
- Rey, H. A. : Nicke Nyfiken, Rabén & Sjögren
- Rey, H. A.: Cirkus i stan, Rabén & Sjögren, översättning Anna Ericsson (pseudonym för Astrid Lindgren)
- Rey, H. A.: Hej, är det nån hemma?, Rabén & Sjögren, översättning Anna Ericsson (pseudonym för Astrid Lindgren)
- Rey, Margret: Pricken, Rabén & Sjögren
- Rhodes, M. E.: Nalle Teddy, Rabén & Sjögren
- Trollope, Joanna: Den spanske älskaren, Wahlström & Widstrand
- Ungerer, Tomi: Kriktor, Rabén & Sjögren
- Warner, Sunny B.: Tobias med väskan, Rabén & Sjögren, översättning Emilia Ericsson (pseudonym för Astrid Lindgren)
- Williams, Garth: Svarta Kanin och Vita Kanin, Rabén & Sjögren
- Yilla: Den lille elefanten, Rabén & Sjögren, svensk text-bearbetning
- Yilla: Sörtast i världen, Rabén & Sjögren
- Yilla: Två små björnar, Rabén & Sjögren, svensk text-bearbetning